# Jun Uruno
Jun Uruno (jap. 宇留野 純 Uruno Jun; ur. 23 października 1979) – japoński piłkarz występujący na pozycji napastnika.

## Kariera klubowa
Od 1998 do 2011 roku występował w klubach Honda, Ventforet Kofu i Roasso Kumamoto.